# Didianema
Didianema là một chi ốc biển, là động vật thân mềm chân bụng sống ở biển trong họ Skeneidae.
Older taxonomies categorized this genus thuộc họ Turridae.

## Các loài
Các loài trong chi Didianema gồm có:
- Didianema pauli Pilsbry & McGinty, 1945[2]